# لاري ديفيد

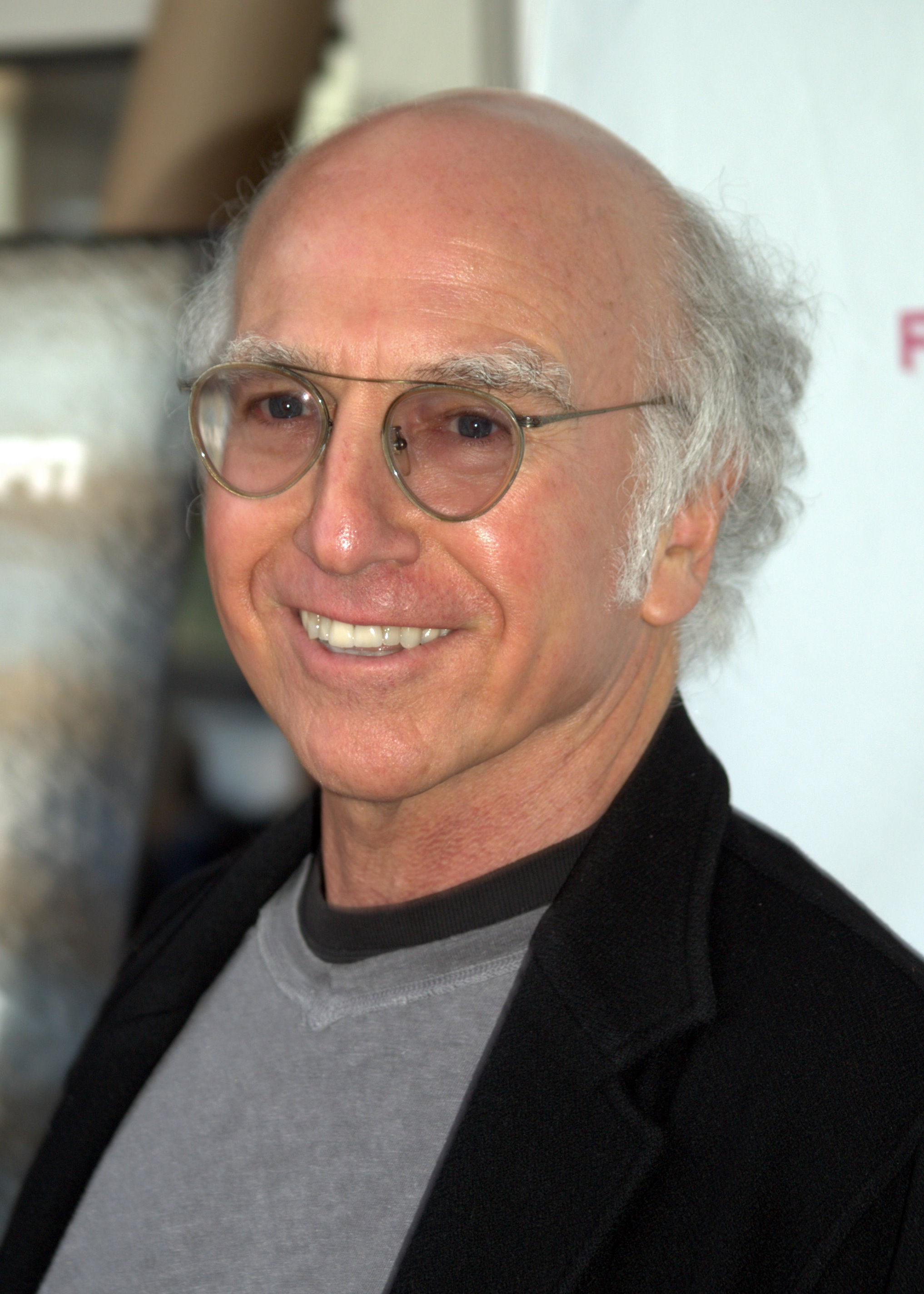
لاري ديفيد

لورنس جين ديفيد (بالإنجليزية: Larry David) (مواليد 2 يوليو عام 1947)، هو كوميدي أمريكي، وكاتب وممثل ومخرج ومنتج تلفزيوني، ابتكر مع جيري ساينفيلد المسلسل الكوميدي ساينفيلد. كان لاري ديفيد الكاتب الرئيسي والمنتج التنفيذي لأول 7 مواسم، وعُرف ديفيد أيضًا من مسلسل (اكبح حماسك) من إنتاج شركة إتش بي أو، الذي ابتكره وكان له دور البطولة كنسخة شبه خيالية عن نفسه. كتب لاري ديفيد وشارك في جميع حلقات المسلسل منذ بداية العرض التجريبي في عام 1999. حاز لاري في عام 1993 عن عمله في مسلسل ساينفيلد على جائزتي الإيمي برايم تايم كأفضل مسلسل كوميدي وأفضل كاتب فردي في مسلسل كوميدي، عمل لاري سابقًا ككوميدي وكاتب وممثل في إيه بي سي فرايديز، وكتب أيضًا لفترة وجيزة في ساترداي نايت لايف. حاز ديفيد على 27 ترشيحًا لجائزة الإيمي برايم تايم، بالإضافة إلى 3 ترشيحات لجائزة الغولدن غلوب.
انتُخب من قبل زملائه الكوميديين والمُطلعين على الكوميديا كواحدٍ من أفضل 23 كوميدي عبر التاريخ وذلك عبر استطلاعٍ أجري في بريطانيا عام 2004.
وحاز على جائزة لوريل للكتابة المُقدَمة من قبل نقابة الكُتّاب الأميركية في عام 2010. ظهر لاري عدة مرات منذ عام 2015 في دور مرشح الانتخابات الرئاسية التمهيدية عن الحزب الديمقراطي 2016 و2020 بيرني ساندرز في ساترداي نايت لايف.

## نشأته المبكرة
وُلد ديفيد في حي يدعى خليج شيبشيد في بروكلين، نيويورك، لوالديه روز ديفيد (ريجينا براندس قبل الزواج) ومورتي ديفيد الذي كان يعمل كمُصنِّع ملابس للرجال، لدى ديفيد أخ كبير اسمه كين ديفيد، تنتمي عائلة ديفيد لليهودية، إذ هاجرت عائلة والده من ألمانيا إلى الولايات المتحدة في القرن التاسع عشر، بينما وُلدت أمه في عائلة بولندية يهودية في ترنبول التي تقع في أوكرانيا الآن.
تخرج ديفيد من ثانوية خليج شيبشيد ولاحقًا من جامعة ماريلاند (كوليج بارك) حاملًا شهادة البكالوريوس في التاريخ. بدأ لاري أثناء دراسته الجامعية بتطوير سلوكه وآرائه واكتشف أنه يستطيع إضحاك الآخرين بمجرد أن يتصرف على طبيعته، جُنِّد ديفيد بعد الجامعة في الخدمة العسكرية في الولايات المتحدة.

## حياته المهنية
عمل لاري ديفيد كسائق ليموزين ومُؤرخ أثناء عمله ككوميدي. عاش في مانهاتن بلازا، وهو تجمع سكاني مدعوم اتحاديًا، في حي هيلز كيتشن، وكان يسكن في الشقة المُقابلة لكيني كريمر وهو مصدر إلهام شخصية كوزمو كريمر في ساينفيلد. أصبح لاري بعد ذلك كاتبًا وعضوًا في إيه بي سي فرايديز من عام 1980 إلى عام 1982. وكاتبًا في ساترداي نايت لايف على إن بي سي من عام 1984 إلى عام 1985. حصل أثناء عمله في ساترداي نايت لايف على عرضٍ واحدٍ فقط، أُذيع في الساعة 12:50 صباحًا كآخر فقرة من البرنامج.
استقال من عمله في إس إن إل في الموسم الأول لكنه ظهر بعد يومين وكأن شيئًا لم يكن، ألهم هذا الحدث إحدى حلقات ساينفيلد تحت اسم (الانتقام). التقى لاري في بداية حياته المهنية بنجوم ساينفيلد المستقبليين، إذ عمل مع مايكل ريتشارد (كريمر) وجوليا لويس درايفوس (إيلين) في ساترداي نايت لايف، بحضور مايكل مكيان. ظهر لاري أيضًا في ختام الموسم مع هاورد كوسيل في عام 1985.

### ساينفيلد
تعاون لاري مع الكوميدي جيري ساينفيلد في عام 1989 لإنشاء برنامجٍ تدريبي لقناة إن بي سي يدعى سجلات ساينفيلد وأصبح أساسًا لمسلسل ساينفيلد فيما بعد، الذي اعتُبر البرنامج الأكثر نجاحًا في التاريخ، إذ وصل في ترتيبه إلى القمة في دليل التلفاز لأعظم خمسين برنامج في التاريخ. صنفته مجلة إنترتينمنت ويكي في المرتبة الثالثة كأفضل برنامجٍ تلفزيوني على الإطلاق.

## روابط خارجية
- لاري ديفيد على موقع IMDb (الإنجليزية)
- لاري ديفيد على موقع الموسوعة البريطانية (الإنجليزية)
- لاري ديفيد على موقع روتن توميتوز (الإنجليزية)
- لاري ديفيد على موقع ألو سيني (الفرنسية)
- لاري ديفيد على موقع ميوزك برينز (الإنجليزية)
- لاري ديفيد على موقع أول موفي (الإنجليزية)
- لاري ديفيد على موقع قاعدة بيانات برودواي على الإنترنت (الإنجليزية)
- لاري ديفيد على موقع قاعدة بيانات الأفلام السويدية (السويدية)
- لاري ديفيد على موقع إن إن دي بي (الإنجليزية)
- لاري ديفيد على موقع أول ميوزيك (الإنجليزية)